# Don Wilson (kickbokser)
Don Wilson, pseud. The Dragon (ur. 10 września 1954 w Alton w stanie Illinois) – amerykański kickbokser i aktor, grający role w filmach akcji i przygodowych.
Pierwszym filmem z jego udziałem był komediodramat Camerona Crowe Nic nie mów (Say Anything..., 1989) u boku Johna Cusacka i Ione Skye. Jako kick-boxer zdobył tytuły w poszczególnych organizacjach IKF, WKA, KICK, ISKA, STAR i PKO. Po wycofaniu się z czynnego uprawiania sportu przez krótki okres komentował walki organizacji UFC.

## Bilans walk
- 81 wygranych
- 5 przegranych
- 2 remisy
- 46 poprzez knockout

## Filmografia
- 1989: Nic nie mów (Say Anything...) jako Sparring Partner
- 1989: Krwawa pięść (Bloodfist) jako Jake Raye
- 1990: Krwawa pięść II (Bloodfist II) jako Jake Raye
- 1991: Ring of Fire jako Johnny Woo
- 1991: Future Kick jako Walker
- 1992: Krwawa pięść III: Zmuszony do walki (Bloodfist III: Forced to Fight) jako Jimmy Boland
- 1992: Blackbelt jako Jack Dillon
- 1992: Krwawa pięść IV: Śmiertelna próba (Bloodfist IV: Die Trying) jako Danny Holt
- 1993: Out for Blood jako John Decker
- 1993: Ring of Fire II: Blood and Steel jako Johnny Woo
- 1994: CyberTracker jako Eric Phillips
- 1994: Red Sun Rising jako Thomas Hoshino
- 1994: Krwawa pięść V: Na celowniku (Bloodfist V: Human Target) jako Jim Stanton
- 1995: Cyber-Tracker 2 jako Eric Phillips
- 1995: Batman Forever jako przywódca gangu
- 1995: Ring of Fire 3: Lion Strike jako dr Johnny Wu
- 1995: Bloodfist VI: Ground Zero jako Nick Corrigan
- 1995: Krwawa pięść VII: Polowanie (Bloodfist VII: Manhunt) jako Jim Trudell
- 1995: Terminal Rush jako Jacob Harper
- 1996: Night Hunter jako Jack Cutter
- 1996: Virtual Combat
- 1996: Bloodfist VIII: Trained to Kill
- 1997: Hollywood Safari jako Greg
- 1997: Papertrail jako agent FBI Ryu
- 1997: Zwariowana rodzinka (Moesha) w roli samego siebie
- 1998: Inferno (Operacja Cobra) jako Kyle Conners
- 1999: The Capitol Conspiracy jako Jarrid Maddox
- 1999: Whatever It Takes jako Neil
- 2000: Moving Target jako Ray Brock
- 2001: Strażnik Teksasu w roli samego siebie
- 2002: Kasa albo życie (Stealing Harvard) jako przyjaciel Davida Loacha
- 2002: Redemption jako John Sato Collins
- 2004: Sci-Fighter jako Jack Tanaka
- 2006: Soft Target jako Danny Tyler
- 2007: The Last Sentinel jako Tallis